# Highland (condado de Sullivan, Nueva York)
Highland es un pueblo ubicado en el condado de Sullivan en el estado estadounidense de Nueva York. En el año 2000 tenía una población de 2,404 habitantes y una densidad poblacional de 18 personas por km².

## Geografía
Highland se encuentra ubicado en las coordenadas 41°31′46.76″N 74°53′50.04″O / 41.5296556, -74.8972333. Según la Oficina del Censo, la ciudad tiene un área total de 133,9 km² (51,7 mi²), de la cual 129,5 km² (50,0 mi²) es tierra y 4,4 km² (1,7 mi²) (3.25%) es agua.

## Demografía
Según la Oficina del Censo en 2000 los ingresos medios por hogar en la localidad eran de $40,676, y los ingresos medios por familia eran $50,134. Los hombres tenían unos ingresos medios de $36,250 frente a los $27,273 para las mujeres. La renta per cápita para la localidad era de $22,908. Alrededor del 15.6% de la población estaban por debajo del umbral de pobreza.